# Publio Cornelio Cetego
Publio Cornelio Cetego (en latín, Publius Cornelius L. f. P. n. Cethegus) fue un político y militar romano, miembro de la gens Cornelia (de la rama patricia que portaba el cognomen Cetego) que ocupó el consulado en el año 181 a. C.

## Carrera política
Cetego fue elegido edil curul en 187 a. C., pretor en 185 a. C. y cónsul en 181 a. C. Durante su consulado se descubrió la tumba de Numa Pompilio, el legendario rey de Roma y se promulgó la Lex Cornelia Baebia sobre delitos electorales. 
Recibió el honor de un triunfo romano compartido con su colega consular Marco Bebio Tánfilo por su victoria sobre los ligures, aunque realmente no se llegó a librar ninguna batalla, la primera vez que se concedió a generales que de hecho no habían combatido. 
En 173 a. C., Publio Cornelio Cetego fue elegido entre los diez comisionados (decemvir agris dandis assignandis) para dividir las tierras de los ligures y de los galos en la Galia Cisalpina.